# 通甸河
通甸河，也称碧玉河，位于中华人民共和国云南省西北部地区的一条河流，是澜沧江左岸支流。发源于怒江傈僳族自治州兰坪白族普米族自治县翠屏街道干竹河村栗树场西北挟羊毛处山（剪羊毛处）与火山丫口（火山垭口）之间，先向东南流，在栗树场东南转东北流，至兰坪县通甸镇转西北流，经河西乡等地，至河西乡白龙村西南折向西流，右纳新保厂河后成为兰坪县与迪庆藏族自治州维西傈僳族自治县之间的界河，最后于维西县维登乡小甸村西南汇入澜沧江。河长101.3千米，流域面积1350.4平方千米，自然落差1965米，平均比降14.6‰。流域地处横断山脉纵谷区老君山西侧槽地，山高谷深。冬春季易发生干旱，春秋多雨，易发生泥石流等灾害。